# Bergün Filisur
Bergün Filisur est une commune suisse de la région d'Albula dans le canton des Grisons. Elle comptera, en additionnant les chiffres des anciennes communes, 961 habitants.

## Histoire

Vue aérienne (1954).

Elle est fondée le 1er janvier 2018 par la fusion des communes de Bergün/Bravuogn et de Filisur.